# Tanya Byron
Tanya Byron (1967. április 6. –) brit pszichológus, aki 2004-2005 körül vált híressé, amikor a Little Angels, House of Tiny Tearaways (Vásott kölykök) című műsorok vezető szakértője. Ezen kívül társszerzője volt a Little Angels show-n alapuló nevelési tanácsokat tartalmazó könyvnek.

## Életútja
Apja a televízióigazgató John Sichel volt.
Az első diplomáját York-ban szerezte pszichológiából, a klinikai pszichológus mester fokozatot a University College Londonban szerezte meg. A University College Hospital és a University of Surrey intézetein doktorált.
16 évig az egészségügyben dolgozott (National Health Service); a kábítószer-függőség és a szexuális úton terjedő betegségek, valamint a felnőttkori mentális egészségmegőrzés és az evési zavarok szakterületeken tevékenykedett. Egy alkalommal konzulens volt egy problémás 12-16 évesekkel foglalkozó munkacsoportban is, ahol a mentális egészség, gyermekvédelem kérdéskörében szakértett.
A The Bill című film sztárjához, a vega Bruce Michael Byronhoz ment férjhez. Két gyermekük született, Lily és Jack.
A BBC csatornával többször is együttműködött a gyermekek viselkedését kutató tudományos műsorok készítésénél; nyilatkozott számos aktuális témában.
Résztulajdonosa egy cégnek (Sam Richards-szal, a legjobb barátjával együtt), melyen keresztül Tanya filmes karrierjét igazgatják.
Támogatja a Prospex karitatív szervezetet, amely fiatal emberekkel foglalkozik North Londonban.
Ma egy klinikán dolgozik heti egy alkalommal, ahol a gyermek és serdülőkori mentális egészség ügyében konzulens, de főként otthonában fogadja pácienseit. Rovata van a Timesban és több női magazinban is; a kormányzat és a minisztériumok is kikérik véleményét. Jelenleg is egy egész órás filmen dolgozik, amely a szexuális nevelésről, a halálról, önzésről és az ember spirituális igényéről szól – műsorvezető társa Jennifer Saunders (Absolutely Fabulous).

## TV-műsorok

### Little Angels
Ez egy dokumentum-szappanopera, amely problémás gyerekes családok életét mutatja be. A szülők a szakértőktől segítséget kérnek olyan nehézségek megoldásában, amelyekről úgy gondolják, hogy ők képtelenek megoldani. Tanya monitorozza a szülők és a gyermek viselkedését, majd megbeszélik a történteket a szülőkkel, megpróbálják megtalálni a problémák forrását. Gyakran maguk a szülők okozzák a problémákat. Megbeszélik a teendőket, hogy úrrá legyenek a helyzeten. A sorozat célja az volt, hogy bemutassa a gyakori problémákkal való szembenézés során tanusítandó helyes hozzáállást; a tanítás mellett szórakoztasson is.

### The House of Tiny Tearaways
Ez egy valóságshow-szerű TV műsor, melyet Tanya maga vezetett. Hetente három problémás családot hívnak meg egy előkészített bekamerázott házba, ahol egy héten keresztül megfigyelik a nevelési módszereiket és tanácsokkal látják el őket. A televízióban pedig a napok összefoglalóit mutatják be.
Hasonló stílusú a tanácsadás módszere, mint az előző műsornál; az első nap igyekeznek az otthoni körülményeket megteremteni és Tanya csak megfigyeli a szülőket, majd nyíltan rámutat a szülők (nem-)nevelési módszereinek hibáira, majd tanácsokat ad a kiigazításra és a hét során végigvezeti a szülőket a Tanya által helyesnek vélt nevelési módszerek alkalmazásának bevezetésében.
A műsorban nagyon fontos szerepe van annak, hogy a családok egymásnak is példát mutathatnak, megbeszélhetik a tapasztalataikat; a családokat nem izolált egységeként, hanem a társaság részeként kezelik; megfigyelik az interakciókat.
Nagyon megható, érzelmes történeteket láthatunk kibontakozni, olyan dolgokat tesznek, amelyeket azelőtt sohasem mertek elképzelni. Végül minden történetnek pozitív lesz a kimenetele. Szívmelengető, ahogyan a családok újra egyesülnek. Megmutatják, hogy hogyan szerethetik a szülők egymást és gyermekeiket egy kicsit jobban, élvezzék is a szülői feladatokat.
Ugyanakkor valódi szórakozást nyújt ellenben a Big Brotherrel, ahol a képernyőn szereplők kárára mulatnak a nézők.
Bemutatják, hogy milyen nehéz lehet szülőnek lenni, de milyen máshogy meg nem tapasztalható örömökkel is jár. Legyőzik a szülők azt a képzetét, högy bizonyos neveltségi szinteket ne lehetne elérni.

## Publikációk
Két könyvet készített, jelenleg a harmadikon dolgozik. Egy gyermeknevelési enciklopédia szerkesztésében is részt vesz

## Magyarul
- Tanya Byron–Sasha Baveystock: Kicsi angyalkák. Nélkülözhetetlen kézikönyv családi életünk átformálásához, hogy a gyermekeinkkel eltöltött idő örömtelibb legyen; ford. Vince Judit Andrea; Alexandra, Pécs, 2006